# コリューシュ
コリューシュ（Coluche）、本名ミシェル・コルッチ（Michel Colucci）は、フランスの俳優、ユーモリストである。主にコメディーに出演しているが、後年にはシリアスな役も少なからず演じた。1944年10月28日パリ14区生まれ、1986年6月19日アルプ＝マリティム県オピオでバイク事故により死亡した。

## 人物
ローマ郊外フロジノーネ県カザルヴィエーリ出身のイタリア人移民オノリオ・コルッチと母シモーヌ・ブイエの間に生まれた彼は、26歳のときに「コリューシュ」という芸名でデビューした。
彼曰く、自分は「不躾な奴」だが、「決して下品ではない」。早くからタブーへの挑戦、現代社会のモラルや政治への批判を特徴とする独自の風刺スタイルを確立し、ミュージックホールで活躍。1975年にテレビ番組「Le Schmilblick」（ル・シュミルブリック）のパロディーで人気を得た。様々な映画で準主役の経験を積んだ後、1976年に『手羽先とモモ』で主役を演じ、1980年代には数々のコメディ映画に主演した。1984年には映画『Tchao Pantin』（チャオ・パンタン）でセザール賞主演男優賞を受賞している。
1981年にはフランス大統領選挙への出馬を試みたが、様々な圧力により辞退した。
社会的な人気を得た彼は、1985年に貧しい人に無料で食事を配給する団体「Les Restos du cœur」（心のレストラン）を立ち上げた。

## 経歴
(以下の内容については、フランス語版からの転記としての出典はあるものの、出典の検証が不十分な箇所が多々見受けられる。)

### 少年時代

#### モンルージュ
ミシェル・コルッチは1944年10月28日にパリ14区のノートルダム＝ド＝ボン＝スクール病院で生まれた。モネットと呼ばれた母親のシモーヌ・ブイエは、モンパルナス通りの花屋ボーマンに勤めていた。父親のオノリオ・コルッチはイタリアのラツィオ州の出身で、朝市で八百屋を営んでいた。1947年に父が31歳で急性灰白髄炎により死去すると、モネットは女手一つで2人の子供を育てることになり、さらに夫の家族に見放されると（義母のマリアだけはたまに顔を見せたが）、モネットとミシェル、そして一歳半年上の姉のダニエルは、一部屋と台所だけの狭い家に住んだ。モネットは子育てのために花屋の仕事を続けることができなくなったが、それでもなおパートの仕事をかけもちするなどしてどうにかやりくりしていた。ところが、やがて脊柱側彎症を患い、治療のため二人の子供を連れてパ＝ド＝カレー県のベルクに引っ越さざるを得なくなった。このような困難な状況にもかかわらず、モネットは子供たちの将来に希望を託し、特に子供たちの服装に気を配ることで体裁を繕おうとした。ミシェルはこうした母親の見栄っ張りが嫌だったし、近所の子供たちと違う、立派な服を着せられると、女の子のような服を着せないでくれと文句を言っていた。
ミシェルはパリ南部郊外モンルージュの小学校へ入学した。勉強には興味がなかったが、教師に逆らい、級友を笑わせるのが得意だった。学業は初等教育修了（CEP）までしか受けなかった。ところが彼は1958年6月のこの試験すら不合格だったと話していた。試験当日、午前中のディクテ（聞き取り試験）で間違いは一つだけだったので、これで自分の力を証明することができたと（勝手に）判断し、午後の試験をさぼったからだと言う。ただし、母親によると、彼は確かにこの試験に合格しており、彼が間違ったという箇所については、自宅で10回くらい練習していた箇所だから間違うはずがないと話している。そのうち級友と不良グループを作って町内で次々と小さな非行を働くようになり、度々警察の厄介になった。反省を促される機会になったのは、ある日、年老いた女性のバッグをひったくろうとしたところを通行人に阻止されたことだった。コルーシュが15歳のときのことだが、以後、このような不良時代を恥ずべきことと思っていたコルーシュは、この出来事についても長年、語ることができなかった。
母親は息子のこのような振る舞いに腹を立て、息子の将来を案じるようになった。ミシェルは仕事も長く続かず、電報局員、陶器職人、カフェのギャルソン、本屋の店員、写真家の見習い、薬局の調剤師の助手、観光客向けの街頭写真屋、消防団員、八百屋や花屋の店員などの職を転々とした。この間、彼は音楽に興味を持つようになった。同時代の多くの若者と同様に、ロックンロールが好きで、ビートルズ、ジョニー・アリディ、レ・ショセット・ノワール、エルヴィス・プレスリーのファンだった。また、ジョルジュ・ブラッサンスなども好きだった。21歳の誕生日に母親から500フランの小切手をもらったときは、早速、楽器屋へ行ってギターを買った。ただし、ギターを習ったことは一度もなく、自己流で弾いていた。

#### パリ彷徨

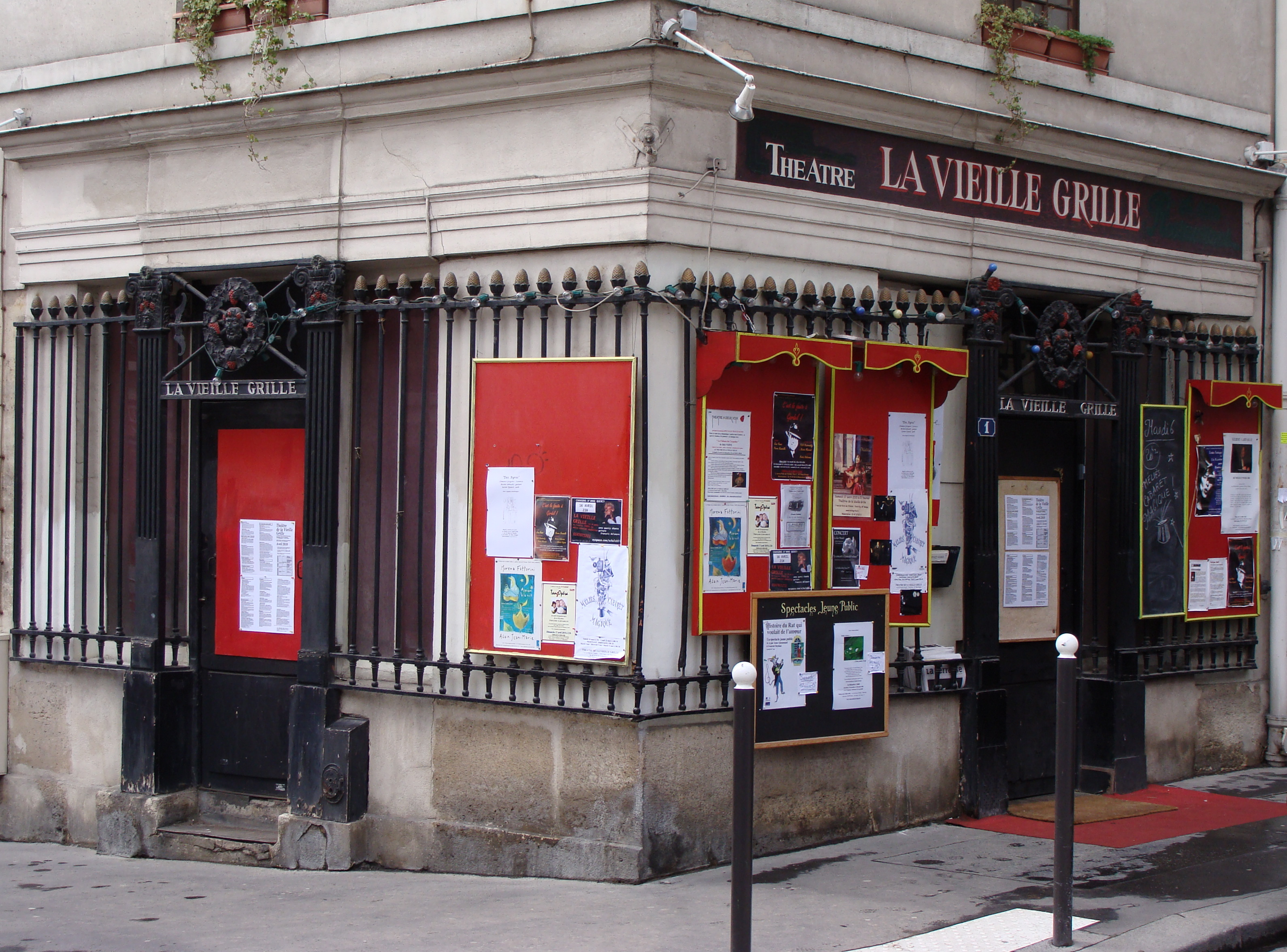
コリューシュが活動したパリのキャバレー「ラ・ヴィエイユ・グリル」

やがて不良時代を過ごしたモンルージュを離れ、心機一転して新しい生活を始めたいと思い、パリ市内へ足を延ばすようになった。日曜大工的な仕事を引き受けながら演劇やモータースポーツの世界に足を突っ込んでみるがやはり長続きせず、しばらくシテ島の花屋に勤めたりもした。1964年に兵役に服し、ロンス＝ル＝ソーニエの第60歩兵隊に配属されたが、不服従の罪で営倉に入れられた。除隊後は、母親と共に花屋を営むようになり、パリ・リヨン駅の近くに店を構えたが、この仕事にもほとんど興味が湧かず、すぐに辞めてしまい、このことが（一時的にだか）母親との不和の原因になった。。
1960年代の終盤、音楽の道を志すようになった。1966年から1967年にかけて、パリ5区ムフタール通りのコントルスカルプ広場やサン・ミッシェル地区のカフェで流しの歌手としてボビー・ラポワント、ジョルジュ・ブラッサンス、ボリス・ヴィアン、レオ・フェレ、イヴ・モンタンなどの曲を歌った。ここでザヴィエル・ティボーやジャック・ドラポルトなどの音楽家と知り合い、モン・サント・ジュヌヴィエーヴ地区（パンテオンを頂上とするムフタール通りの坂を上った丘の上）のキャバレー「シェ・ベルナデット」でジョルジュ・ムスタキと知り合い、彼の家に転がり込んだ。なお、ムスタキはからは経済的にも支援を受けることになった。さらにカルチェ・ラタン地区の他のキャバレーへと活動範囲を広げ、フランス・パレとアラン・パレの兄弟と共にバンド「ひまわり」を結成し、また生涯にわたって師と仰いだロマン・ブテイユとも知り合った。

### ユーモリストとしてのデビュー

#### カフェ・ド・ラ・ガール

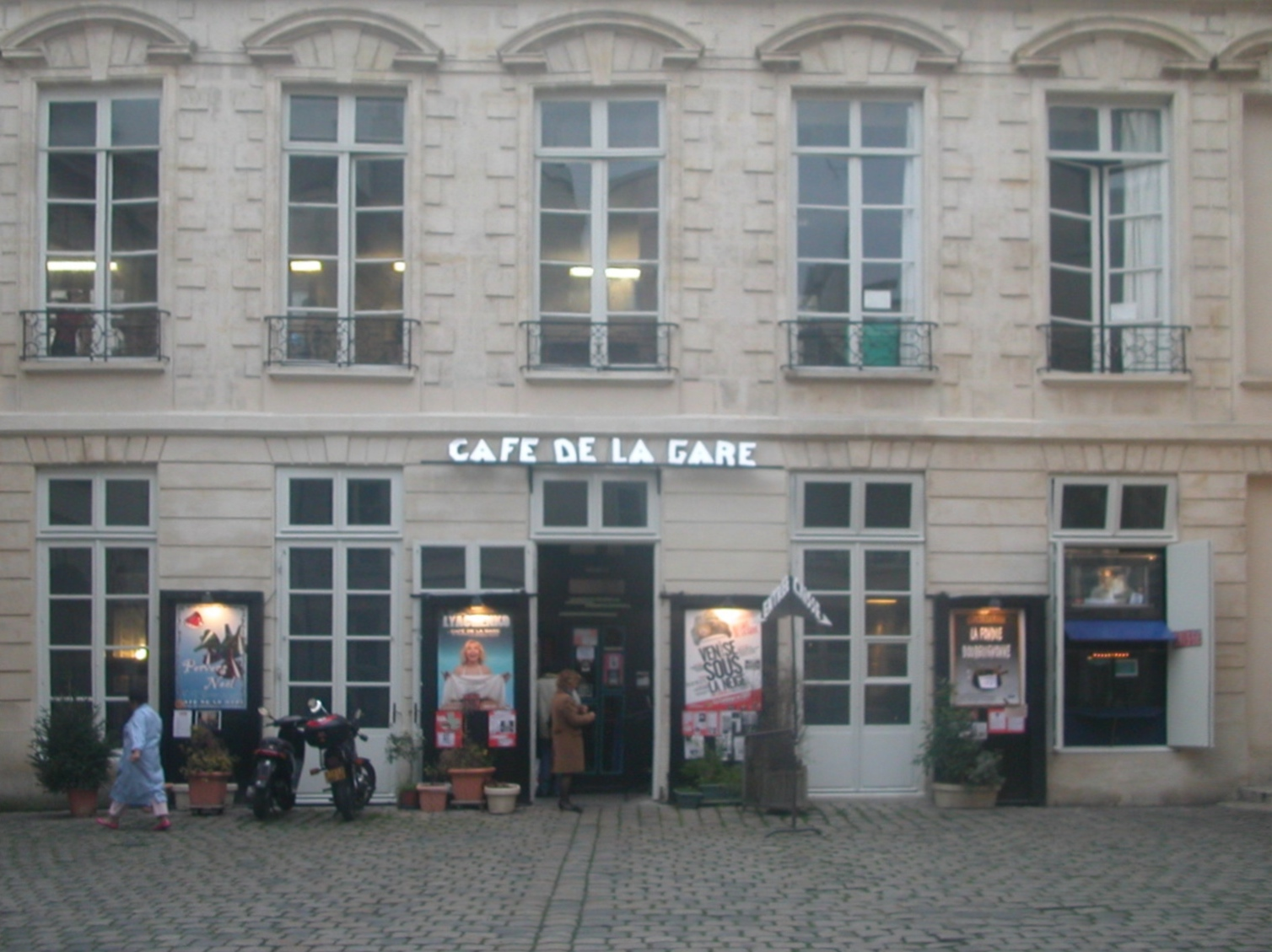
2013年現在の場所にあるカフェ・ド・ラ・ガール

1969年6月12日、コリューシュはロマン・ブテイユとともに、「カフェ・ド・ラ・ガール」の設立時から参加している。「カフェ・ド・ラ・ガール」は典型的な劇場カフェであり、多くの若い俳優がそれぞれに夢を抱いて集まり、パトリック・ドヴェール、アンリ・ギベ、ミウ＝ミウ、マルタン・ラモットなどの著名な俳優を生んだ。またこれを支えていたのはジョルジュ・ムスタキ、レイモン・デヴォ、ジャン・フェラ、ジャック・ブレル、レニ・エシュデロ、ピエール・ペレ、ジャン・ヤンネ、そして雑誌『アラキリ』（『シャルリー・エブド』の前身）のメンバーらであった。後に、ジェラール・ランヴァン、ルノー・セシャン、ルフュ、ディアヌ・クリス、コリーヌ・セロー、アネモーヌ、ジェラール・ドパルデュー、ティエリー・レルミット、ジョシアーヌ・バラスコ、ジェラール・ジュニョらもそれぞれ新たにプロジェクトを立ち上げることになった。ロマン・ブテイユによると、コリューシュは酒癖の悪さで度々問題を起こしたという。ある日、舞台『fr:Des boulons dans mon yaourt 僕のヨーグルトの中のネジ』の稽古中、彼は酔っ払った挙句にブテイユとドヴェールに乱暴を働いた。ドヴェールがどうにか事態を収拾したものの、以後、コリューシュは劇団を追い出されることになった。。

#### テレビ
1971年10月、ジャック・マルタンはコリューシュを、ORTF（フランス放送協会）の番組『ミディ・マガジーヌ』のプロデューサーであるジョルジュ・フォルゴアに紹介し、ダニエル・ジルベールとチームを組んでの出演を取り付けた。ただし、これは5日間しか続かなかったという。

#### 最初の舞台
1960年代末から1970年代初頭にかけて、コリューシュはORTFの様々なテレビドラマに出演した。ドニーズ・ファーブルと共演の『fr:Madame êtes-vous libre ? （奥様、ちょっとよろしいですか？）』、フィリップ・レオタールと共演『fr:La Cloche tibétaine（チベットの鐘）』などである。この間、カフェ・ド・ラ・ガールの他の仲間たちに倣って、彼もまた様々なラジオやテレビのコマーシャルに出演した。1970年には初めての長編映画『fr:Le Pistonné（コネがあるやつ）』に出演した。女優でコリューシュの恋人であったミウ＝ミウのインタビューによると、これは当初コリューシュが主役を演じる予定であったが、最終的にギイ・ブドスが主役を演じ、コリューシュは脇役での出演となった。

#### ル・ヴレ・シック・パリジャン
1971年11月、コリューシュは新たに劇団「オ・ヴレ・シック・パリジャン ― 下品な劇場」、そして「ル・ヴレ・シック・パリジャン（本当に粋なパリ市民）」を立ち上げた。最初の舞台『テレーズは悲しい』は、彼の友人であった漫画家ジャン＝マルク・レゼールがポスターを描いた。
この時期、彼はのちの妻となる「良家の子女」でジャーナリスト志望の学生のヴェロニク・カントールと出会い、1975年10月16日に結婚。2人の子供をもうけた。1972年生まれのロマンと、1976年生まれで、後に俳優になったマリウス・コルッチである。
またもや酒癖の悪さにより劇団を去り、ソロ活動を始めることになった。

### 成功

#### ソロのキャリア
彼の最初のスケッチ・コメディー（コント）『C'est l'histoire d'un mec （ある野郎の物語）』はたちまち大成功となり、しかも揺るぎない成功を収めることになった。「彼は1970年代のバンリュー（郊外）の貧困層のイメージを作り上げた。お人好しだが頭が悪くてしどろもどろになって、仕方がないので人種主義者になって、広告やラジオ番組のクイズに簡単に影響されて・・・」というものだった。コリューシュは自称「不躾なやつ」だった 。そして「不躾だが、決して下品ではない」コメディアンであった。
1974年、興行師でプロデューサーのポール・ルデルマンからブリュイエール劇場での『テレーズは悲しい』の延長公演を持ちかけられたが、これは大失敗に終わった。1974年2月15日から3月2日まで、オランピア劇場で『さらばミュージックホールよ』を演じ、このときのサスペンダー付きズボンと黄色いTシャツの衣装は、彼のトレードマークとして広く知られることとなった。彼が演じたのは、きちんと自分を表現することができず、恨みがましく、不躾な「ボフ」であった（「ボフ」は風刺画家カビュが作り出した人物で「下品、無教養、偏狭なフランス人男性」を表わす）。同年3月には、彼のコントを吹き込んだ最初のレコード『アデュー（さらば）』で契約にこぎつけることができた。
ユーモリストとして初めてテレビに出演したのは1974年5月19日の大統領選の結果発表の日、ジャン＝クロード・ブリアリが司会を務めるバラエティー番組だった。結果発表やコメントによって度々番組が中断されていた。敗れたフランソワ・ミッテランの演説の開始が遅れていた。コリューシュが1981年の大統領選出馬を表明するという挑発を含んだ『ある野郎の物語』が放映されたのは、偶然にも、ミッテランの敗北演説の直前だった。
1975年、フランスツアー中にギ・リュクスの『ル・シュミルブリック (Le Schmilblick)』のパロディー（パスティーシュ）としてのコントを放映して人気を博した。コントの中で演じたパピー・ムジョーという役は、のちにコリューシュの定番となる。
1976年にはエリゼ・モンマルトル劇場で、劇場カフェ「スプレンディド」の団員とともに『ジネット・ラカズ』を演じた。
1977年にはマルク・モネとコリューシュの共同監督で『fr:Vous n'aurez pas l'Alsace et la Lorraine アルザスとロレーヌはもうないだろう』を撮影し、主役のグロ・ピフ王を演じた。この映画はコリューシュにとって唯一の監督作となった。
この頃からパリ14区ガザン通りの一軒家に住むようになった。この時期にはまた、ルイ・ド・フュネスらと共演した『手羽先とモモ』（1976年、クロード・ジディ監督）など、多くの映画に出演している。

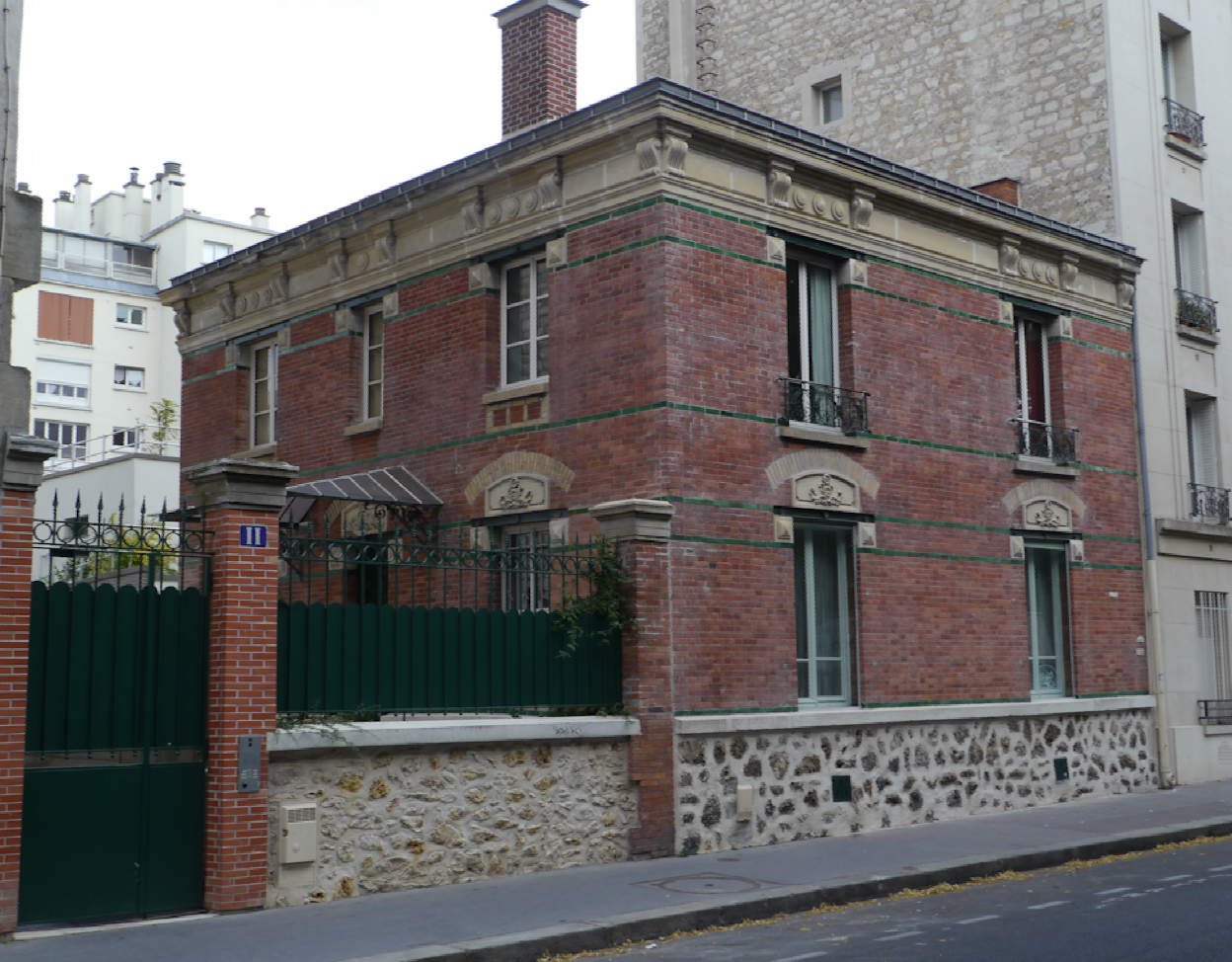
コリューシュが住んだパリ14区ガザン通りの一軒家

#### ラジオ

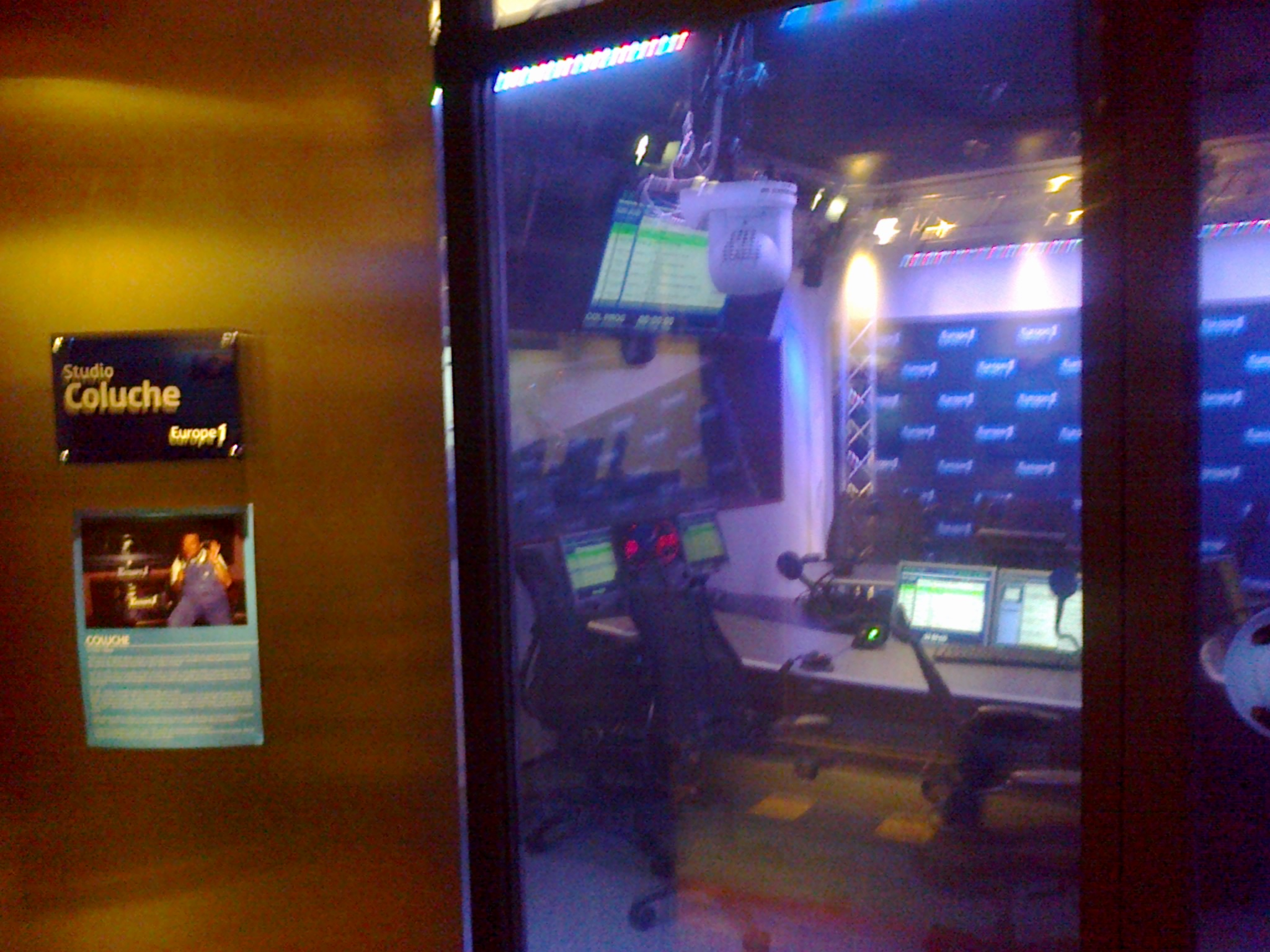
Europe 1にあるスタジオ・コリューシュ

この時期コリューシュは2つのラジオ局に出演したが、いずれも短期間で解雇された。1つめの「ウーロップ1 (Europe 1)」ではボリス・ヴィアンのシャンソンのタイトルから借用した『fr:On n'est pas là pour se faire engueuler どやしつけられるためにここに居るんじゃない』と題した寸劇を演じたが、あまりに挑発的な内容だったためにすぐにクビにされた。2つめの「ラジオ・モンテカルロ (RMC)」でも毒舌を繰り返した挙句、わずか15日目（放送の第2週目）に「こんにちは、今日は売春宿から生中継です」と発言したために即刻クビにされたが、彼はこの期間の報酬は（彼のために働いたスタッフへの賃金を除いて）一銭も請求しなかった。
このように既存局から締め出しを食わされた後、コリューシュはFM放送の規制緩和に貢献することにになった。1981年にはパトリック・メイエによるRFM局の開設に協力していたが、RFM局は公共放送ではなかったため、1981年11月5日から数年にわたって計423日、電波妨害を受けていた。コリューシュは1981年10月から12月にかけてこの電波妨害に対する抵抗運動を行い、同年12月24日にはサンタクロースに扮して文化・通信省大臣ジョルジュ・フィリウに会いに行き、RFM局を支援する60万人の署名を集めた請願書を提出した。

### 政治と挫折

#### 大統領選
喜劇役者出身の大統領候補は実はコリューシュが初めてではない。コリューシュが敬愛したピエール・ダックは1965年に大統領選出馬を表明しているが、エリゼ宮（シャルル・ド・ゴール）の圧力により、最終的に断念している。
コリューシュは1980年10月30日に、翌1981年のフランス大統領選への出馬を表明した。その時のスローガンは「私の出馬する前、フランスは2つに分かれていた。今後は4つに折れ曲がるだろう（「4つに折れ曲がる」は「腹を抱えて笑う」の意味）」「コリューシュ、嘘をつく必要のない唯一の候補」であった。
コリューシュの出馬を冗談とみなす者もあったが、ピエール・ブルデュー、フェリックス・ガタリ、ジル・ドゥルーズといった哲学者らが支持を表明したこともあって、支持率16%を獲得していた。また、コリューシュはこの頃、『シャルリー・エブド』にフォト漫画を掲載していたこともあり、『シャルリー・エブド』は彼の大統領選の公式新聞となった。「全党の」候補が彼の出馬を懸念していた、とコリューシュ自身が後に語っている。最有力候補（で当選し大統領になった）フランソワ・ミッテランは、彼の属するフランス社会党の幹部2人に、コリューシュに出馬を思いとどまるよう説得させた。
フロラン・ゴダンが「アンチ・コリューシュ」を標榜して出馬したが、結局、コリューシュもアンチ・コルーシュもなく、コリューシュ自身が1981年3月16日に出馬を断念することになった。あちこちから圧力がかかったうえに、コリューシュ側近の助監督ルネ・ゴルランが暗殺されたからだ。ミッテラン当選後、コリューシュは10月から3か月間、パトリック・メイエのRFM局（パリ支局）の1時間番組「L'humour continue pendant les travaux (ユーモアは工事中もやってます)」に出演した。

#### 暗黒の期間
1981年12月3日、ヴェロニクと離婚した。この頃寄稿していた風刺新聞『アラキリ』の特集号で、彼自身が後に親友パトリック・ドヴェールに贈ることになった.22ロングライフル弾 (*要検証) を持った写真を載せた。この時期彼はグアドループに住み、大好きな靴作りに熱中していたが、ドヴェールの妻エルサ（エリザベート・マルヴィナ・シャリエ）を島に呼んだ。彼女はドヴェールと別れ、コリューシュと一緒に暮らすようになった。1982年7月16日、ドヴェールはエルサと娘ローラを失ったことに深く心を痛め、コリューシュから贈られた銃で頭を撃ち抜いて自殺した。
同じ頃、ベルトラン・ブリエ監督が映画『fr:La Femme de mon pote （友達の女）』にコリューシュがドヴェール、ミウ＝ミウとともに出演することになっていたが、映画の脚本はこの3人の実際の関係を題材にしていたため、ドヴェールの自殺後、ミウ＝ミウは辛すぎるからと役を降り、ドヴェールの代わりにティエリー・レルミット、ミウ＝ミウの代わりにイザベル・ユペールが出演することになった。コリューシュはこの映画で役柄を多少変えている。これは後の代表作『チャオ・パンタン』へと繋がっていく。
こうした経緯から、コリューシュはうつ症状に陥り、次第に酒と薬物に溺れていった。しかも立ち直れないままに、もう一人の友人である漫画家のジャン＝マルク・レゼールが亡くなった。

### 舞台への復帰
コリューシュの俳優として名声を確立したのは、クロード・ベリ監督の映画『fr:Tchao Pantin チャオ・パンタン』においてである。この映画で、彼は暗い過去を背負い酒と薬物に逃避するガソリンスタンドの夜間店員を演じた。それはコリューシュ自身の私生活に他ならなかった。彼はこの映画で1984年セザール賞主演男優賞を受賞する。
この成功の他にも、彼は多くの観客の心を捉え、さらなる名声を得ることになった。1982年、ジャン・ヤンヌ監督の『Deux heures moins le quart avant Jésus-Christ （紀元前2時間15分前）』でミシェル・セローと共演し、「ベン・ハー・マルセル」という役を演じた。またクロード・ジディ監督との3作目の共同作業となった『Banzaï （バンザイ）』に出演し、1984年ジェラール・ウーリー監督の『羽根の生えた蛇の逆襲』および1985年ディーノ・リージ監督の『戦争の狂人』では主演を務めた。後者ではベルトラン・ブリエの父親である俳優のベルナール・ブリエと共演した。
コリューシュはユーモリストだけでなくアジテーター的な役割も果たそうとし、ミシェル・ポラックの番組『反論権』に度々出演した。1983年6月18日にこの番組でコリューシュの特集が組まれたとき、彼の登場にゲストの一部が彼に嫌味な態度を示すと、銃で自殺するまねをして挑発した。
1981年にミッテランが大統領に就任してから数年間はあてどない生活を送っていたが、1984年9月15日に古巣であるパリのガザン通りの家に戻った。反人種差別運動の高まりを目の当たりにした彼は、ハーレム・デジールによる「人種差別 SOS」の立ち上げを支持した。
1985年3月にはエチオピアの飢餓救済のために、他のアーティストと共に「国境なきシンガー」を立ち上げ、4か月間の活動に参加。ダニエル・バラヴォワーヌ、ジャン＝ジャック・ゴールドマンらとともにテーマソングの「SOSエチオピア」を歌った。
1985年6月15日にはコンコルド広場でギイ・ブドスと共に「人種差別 SOS」のコンサートを行った。1985年9月25日には「壮大な悪ふざけ」として、派手なメイクをしてウェディングドレスを着たコリューシュが、同じくユーモリストのティエリー・ル＝リュロンとゲイバーで（同性愛）結婚式を挙げた。これは著名アナウンサーのイヴ・ムルーシがあまりにも豪勢な結婚式を挙げ、しかもメディアが大々的に取り上げたことを茶化したものである。
妹の夫でダカール・ラリーに参加したレーサーのルネ・メッジュの影響で、コリューシュはモータースポーツに興味を持ち続けていた。1985年9月29日、健康を取り戻した彼はヤマハ750(0W31)でイタリアのナルドのサーキットで252.087kmの2輪レース世界新記録を出す。彼は続けてレースに参加し、自己の世界新記録を更新するつもりだったが、数か月後の事故死のため叶わぬ夢となった。
何度かの単発出演の後、彼はこの時期ラジオにも復帰した。1985年7月8日から1986年3月19日まで（7月中は放送時間11:00-12:30、8月以降16:30-18:00）、マリーズ（・ジルダ）と共にEurope 1のラジオ番組『全ての人のためにある』に出演し、また1985年10月から1986年2月まで有料テレビ局Canal+の番組『Coluche 1 faux （コリューシュ・アンフォ）』（1 faux, info, 共にアンフォと読み、「コリューシュのニュース番組」と「偽コリューシュ1号」という意味とを掛けている。ニュースアナウンサーの体裁を取りながら短いギャグを連発するコント番組）にも出演した。この時期、彼は貧しい人への無料の給食プロジェクト『Les Restos du cœur（心のレストラン）』を計画する。
1985年9月26日、コリューシュはラジオEurope 1で「心のレストラン」の計画を発表し、賛同者とスポンサーを募った。最初のキャンペーンはパリで1985年12月14日から翌年3月26日まで行われた。
パリの「ゼニット」で予定されていた新シーズンの出し物の準備のために、コリューシュはアルプ＝マリティム県オピオ近郊のシャトーヌフ＝グラースに滞在した。そこで彼はプロデューサーのポール・レデルマンに約束していた一人漫才の準備のために、政治家やスポーツ選手などを演じた多くのスケッチをカセットテープに録音した。この公演は9月23日より40日間続いた。彼は怪傑ゾロの格好をした失業者を演じた。ポスターには「コリューシュの新たな公演、全ての人のためにある」と書かれていた。現在残る録音の一部は後に編集されたものである。これは観客の笑い声が、彼がいつも公演を行っていた大ホールに響く笑い声とは違うことからも明らかである。当時のパートナー、フレッド・ロマノが20年後に語ったところによると、録音の一部は彼の事故死から数週間後に既に紛失していたという。
コリューシュは映画に復帰することはなかった。1984年に撮影され1985年に公開された『戦争の狂人 (Le Fou de guerre)』は、コリューシュの遺作映画となった。ベルトラン・ブリエは次作を計画していたが、結局コリューシュを起用することはなかった。1982年の『La Femme de mon pote （友達の女）』での悲しい経験が、ブリエを迷わせていたのである。
彼はまたクロード・ベリ監督の映画『愛と宿命の泉 PART I/フロレット家のジャン (Jean de Florette)』も準備していたが、ベリはもっと個性の強い俳優を探していたため、コリューシュは役を降り、最終的にダニエル・オートゥイユが演じることとなった。だが、この間、コリューシュは「パペ」役を演じたイヴ・モンタンと知り合うことになった。それまでモンタンとはわずかにテレビ番組で顔を合わせたかすれ違っただけであったが、同じイタリアの家系出身であることがわかり、この機会に二人は親しくなった。モンタンは「心のレストラン」計画に賛同し、コリューシュを多くの政治家に引き合わせ、また1985年には4年前にかつての大統領選で戦ったフランソワ・ミッテラン大統領にも謁見した。

### 死

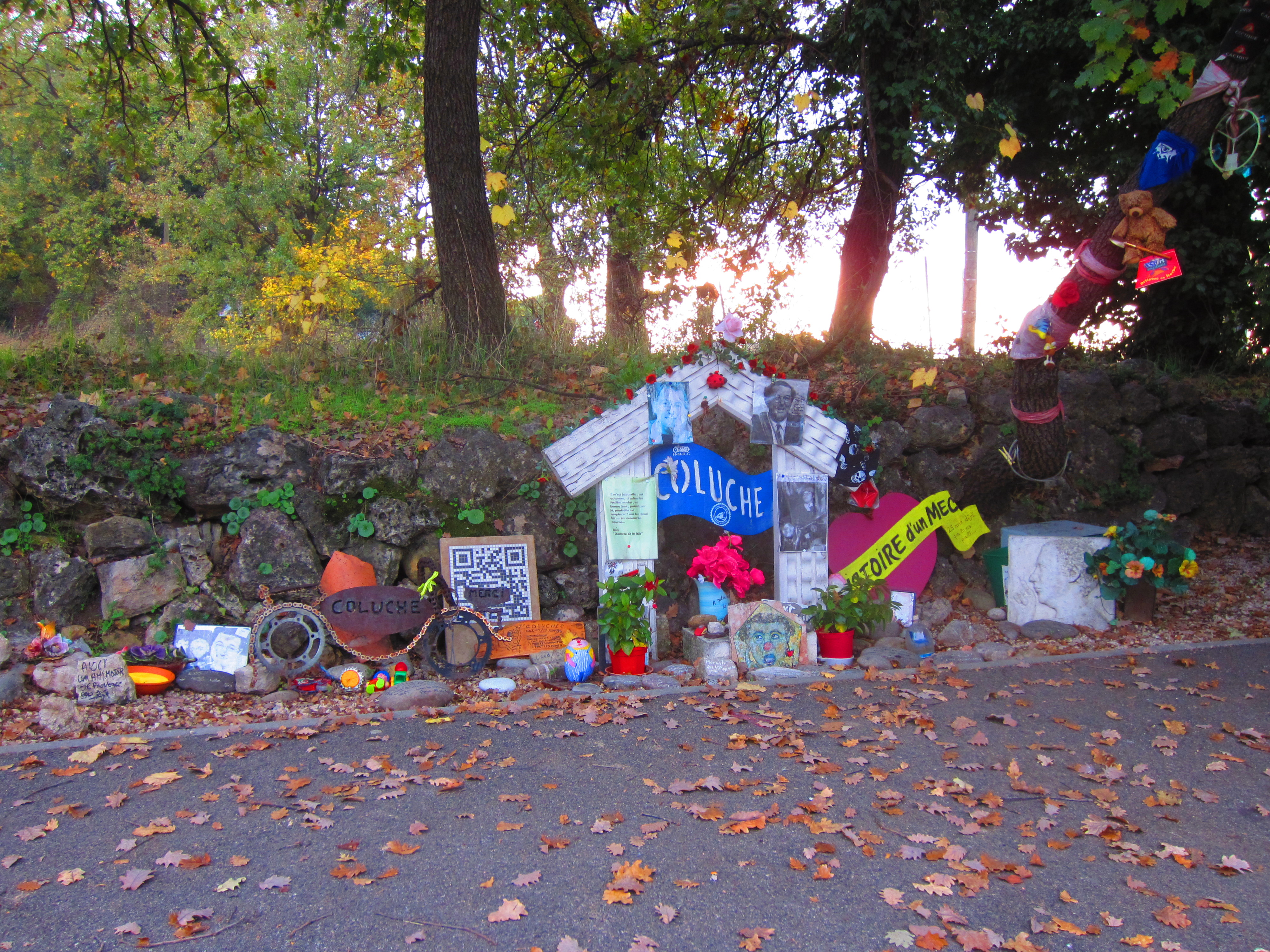
事故現場近くの追悼碑、オピオのピオル地区「ロンポワン・コリューシュ」の道路脇にある

1986年6月19日、コリューシュは二人の友人、ルドヴィック・パリとディディエ・ラヴェルニュと共に、16時15分にオピオへ帰るためにバイク（ホンダ 1100 VFC）でカンヌを出発したが、事故に遭い、死亡した。死亡時刻は16時35分とされる。フィリップ・ボッジオによると、場所は彼が借りていた別荘から4km弱であった。憲兵隊の調査によると（事故の原因となったトラックの運転手の証言に反し）、コリューシュはヘルメットを着けていなかったが、スピードを出していたわけではなかった（90キロ制限の道路を60キロで走っていた）。後ろを走っていた二人の友人の証言によると、ヴァルボンヌとシャトーヌフ＝グラースの二つの村を結ぶ県道3号線の2つのカーブの間の直線区間を走行中に、対向車線を走っていたトラックが突然カーブを切ったという。直線区間の終わりにあるカンヌ道路とオピオーピオル間道路の分岐点で、砂利を積載していたトラックが砂利集積場に向かって急に方向転換をしようとしたのである。衝突事故が起こったのは16時30分から（死亡時刻の）16時35分までの間である。一瞬の出来事にレーサーのコリューシュですら対処しきれず、あるいはバイクをわざと転倒させてトラックの下に滑り込もうとしたが叶わず、トラックのヘッドライトのあたりに頭を激突させ、致命傷となった。
このような状況から、コリューシュの死について暗殺説が浮上した。2006年には、1986年当時の憲兵隊と警察の調査書をまとめたドキュメント『コリューシュの事故』がジャン・デピュッセとアントワーヌ・カジュボロにより出版された。この本によると、調査を取り仕切ったのは、後に「ニース裁判所事件」に関与した疑いがあるジャン＝ポール・ルナールであった。この事件は、ニース裁判所が職業倫理に反する行為を行っていたことが明らかになり、有罪判決により巨額の違反金を科されることになった。長い沈黙の後、トラウマに陥ったトラックの運転手は2013年6月にニースの地方週刊紙「プチ・ニソワ」の短いインタビューに当時の状況を答えている。しかしながらコリューシュの事故について扱った書籍にはどれも証言を残していない。

1986年6月24日、コリューシュはパリ14区オルレアン門の近くのモンルージュ墓地に埋葬された。多くの映画人が葬儀に出席した。葬儀ミサはアベ・ピエール神父によって行われ、「もし誰かが、彼は誰にも敬意を持っていなかったと言ったとしたら、それは違うと言ってやりなさい。私が証言者である」との言葉を残した。

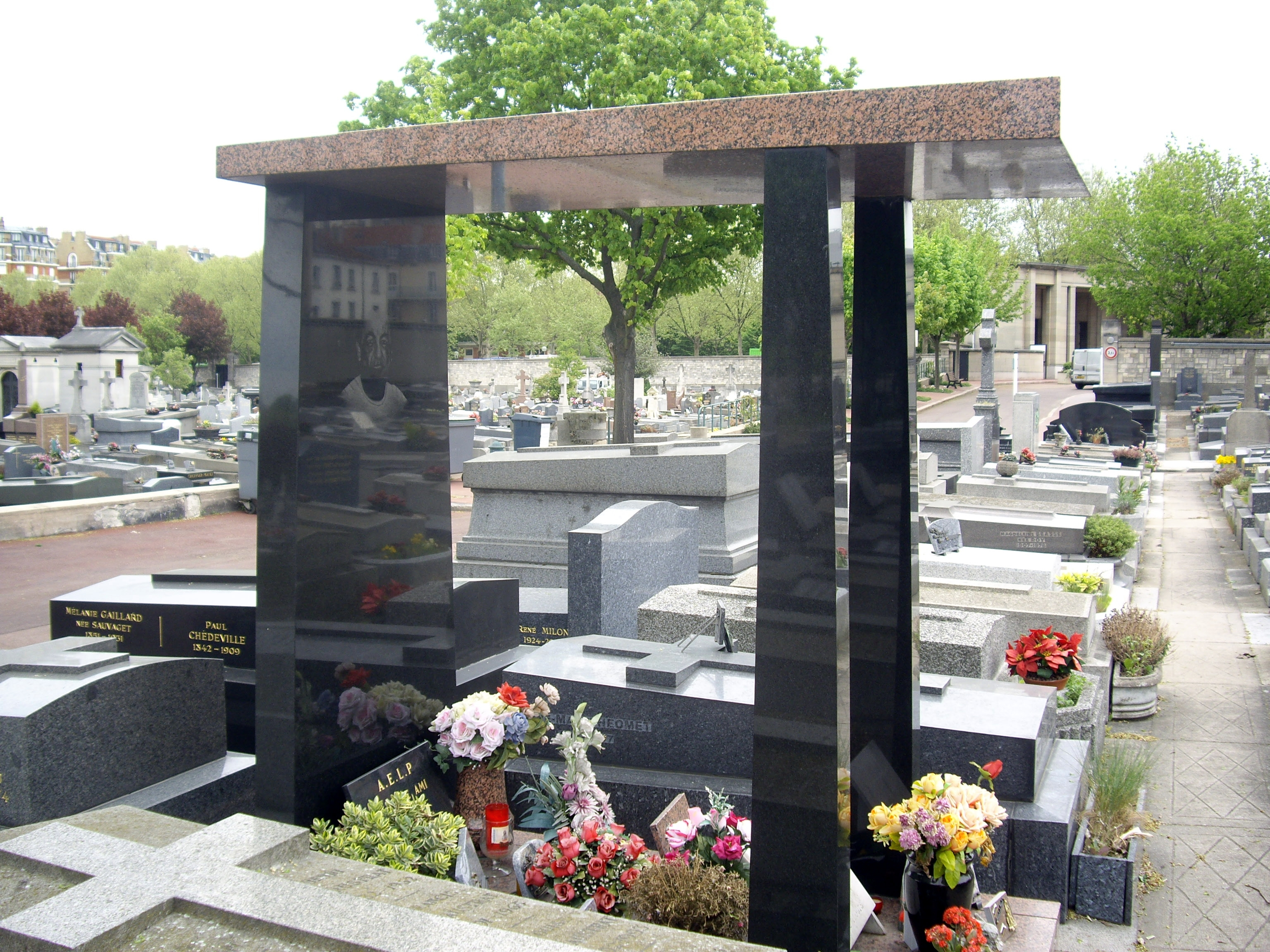
モンルージュ墓地にあるコリューシュの墓

毎年6月には、コリューシュを偲んで事故現場近くのピオルのロータリーにバイクファンが集った。ロータリー脇の変圧器収納小屋の壁には彼の似顔絵が描かれた。またこの脇には追悼記念碑が建てられ、今も献花が絶えない。この交差点「カルフール・ド・ピオル」はロンポワンに改修され(GPS 43.661275,6.987775)2013年6月23日に「ロンポワン・コリューシュ」と改名された（「ロンポワン」は「ロータリー」の意味）。
彼の死後、遺産相続を巡って、彼の2人の息子マリウスとロマン、ポール・レデルマン、さらにはかつて妻ヴェロニク・カントールの間で争いが起こった。遺産どころか巨額の債務があったため、息子2人は当初、相続を拒否したが、1990年にようやく承諾した。併せて著作権使用料の問題があり、1998年の民事裁判、その後2009年の刑事裁判により、ヴェロニクが結婚していた時期に関する著作権使用料の全額を受け取り、著作権については対価を受けてレデルマンに譲渡することになった。

## 人道的な仕事

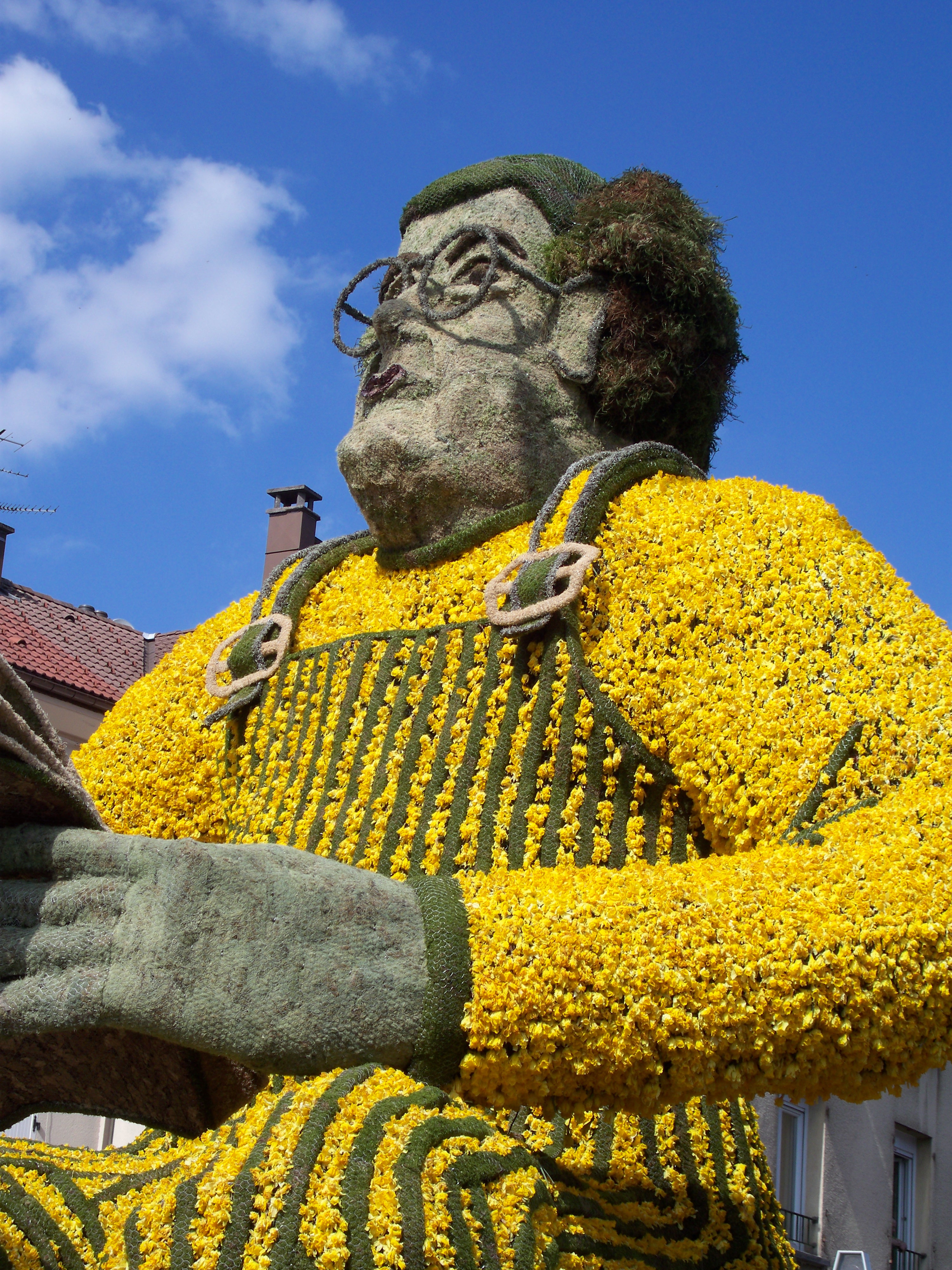
コリューシュを模った花人形、2011年にヴォージュ県ジェラールメで行われたスイセン祭りにて

彼は喜劇役者として有名なだけでなく、「心のレストラン」の創立者としても知られる。彼自身が「私はニューリッチではなく、オールドプアー、つまり人民の出である」と言うように、恵まれない境遇に育った彼は、フランス政府の無能さをよくわかっており、最下層の人々に対して深い理解を示していた。この協会は、たとえ一時的にでもこうした政府の怠慢による弊害を緩和するために設立された。ところがフランス社会の貧困の問題は解決されず、皮肉にも、「心のレストラン」は以後、現在に至るまで続いている。しかもこの延長として1988年には「コリューシュ法」が可決された。これは、貧困救済団体への寄付を希望する個人または法人の税金を軽減する措置を含む法律である。
コリューシュのトレードマークである青と白の縞のつなぎ（作業服）は、もともとアベ・ピエール神父によって始められた貧困者に必要物資を配給する「エマウス運動」に由来するものである。コルーシュの知名度によって「エマウス運動」も加速し、コルーシュは「心のレストラン」に集まった寄付の一部を「エマウス運動」に贈ることになった。

## オマージュ

### テレビ番組
- 1989年、当時のテレビ局ラ・サンク (La Cinq: 現在の国営局チャンネルFrance 5で元は民放) がニュースの後に『ある野郎の物語』のタイトルのもと、コリューシュの遺した録画コントを毎週放映していた。
- 1991年、ラ・サンク局で「コリューシュとル・リュロン、永久の愛」また「コリューシュ、ル・リュロン、マジか」と題して二人の録画コントや舞台録画の抜粋を放送した。最終回には上述の二人の結婚式パロディの録画が放送された[33] · [34]。
- 2006年には没後20周年を記念して3つの特集番組が放送された。『コリューシュ、君は20歳の頃のままだ』ではディディエ・ギュスタンの司会でコント録画の傑作選が放送された[35]。『コリューシュ、フランスには君が必要なんだ』という番組も放送され、彼の生涯が紹介された[36]。フィリップ・ラブロによる『コリューシュ、死人に口なし』は事故死の真相に迫る番組であった。
- 2008年8月にはFrance 2のローラン・ドゥラウースのレギュラー番組『ある日・ある運命』ではコリューシュ特集番組が組まれた[37]。
- 2011年4月には没後25周年を記念し、France 5のマリー・ドリュケールの番組『これが私たちの歴史』で3回にわたるコリューシュ特集番組が組まれた[38]。またM6局の『パリ・プルミエール』でもコリューシュに関するドキュメンタリービデオが2本連続で放映された[39]。
- 2011年11月（2013年3月に再放送）ではFrance 3でジャン＝ルイ・ペレスによる56分のドキュメント『コリューシュ、国家の敵、道化』が放送された[40]。
- 2012年2月（同年10月に再放送）ではテレビジョン・モナコにてローランス・ボッコリーニの司会で『永遠のコリューシュ』が放送された[41]。
- 2012年9月にはFrance 4が最初に『コリューシュ、ある野郎の物語』[42]、次に『民衆の一番の友コリューシュ』[43]を放映した。
- 2014年5月にはD8局で、コリューシュのテレビ番組デビュー40周年を記念して『シュミルブリックから心のレストランまで、コリューシュのとんでもない経歴』が放送された[44].。

### 映画
2008年10月15日、アントワーヌ・ド・コーヌ監督の映画『fr: Coluche, l'histoire d'un mec コリューシュ、ある野郎の物語』が公開された。主演のコリューシュ役はフランソワ＝ザビエ・ドメゾンが演じた。興行収入は54万人の観客を得た。1980-81年の大統領選の時期のコリューシュの私生活を題材としている。

### 音楽
- ジェラール・ルノルマンは、コリューシュが大統領選に出馬する前年の1980年に『もしも僕が大統領だったら』という歌を発表した。その中で「コリューシュは僕らの爆笑大臣で、すべての広場にメリーゴーランドの設置を義務づけるだろう」と歌っている。
- コリューシュはルノー・セシャンの親友であり、娘ロリータの代父（カトリックにおける洗礼時の宗教的な父親役）でもあった。ルノーはコリューシュの葬儀から戻るや否や『トラックのくそったれ』という曲を書き上げたが、以後何か月も悲しみを引きずっていた。1988年にコリューシュの2人の息子マリウスとロマンに捧げる同名のアルバムを発表した。ディスクジャケットには黒い背景にコリューシュが好きだった赤いケシが描かれている[46]。コリューシュはまた、本名ミシェル・コルッチの名で『汚らしい太陽』を作詞作曲してルノーに捧げ（ルノーの『帰ってきたジェラール・ラムベール』に収録）、ルノーも『僕のお気に入りのビストロ』などでコリューシュに言及している。
- フランスのパンク歌手ゴゴル・プルミエは、『これから誰が僕らを笑わせてくれるのか』（1986年6月）と題した歌をコリューシュの死からわずか数時間後に完成させた。彼は映画『チャオ・パンタン』にも出演している。
- ジャン＝リュック・ラアイエは『やっぱり君を愛している（チャオ、コリューシュ）』と題した歌を発表し、この45回転EP盤のB面は『戻って来なくちゃだめだよ』という歌である。2曲ともアルバム『優しさの現行犯』（1986年9月）に収録されている。
- フランスのヘビーメタルバンド「ヴルカン（火山）」は、コリューシュの事故の日付である『1986年6月19日』と題した歌をアルバム『ビッグ・ブラザーズ』（1986年）に収録した。
- パロディーを得意とする音楽グループVRPは『マルディグラ』という曲で「マルディグラ万歳・・・君らを笑わせようとした偽物のコリューシュ・・・これがある野郎の物語だ」と歌い、コリューシュへのオマージュを捧げた。
- 歌手グループ「レ・ウリッグル」は『陰謀』（1994年）という曲でコリューシュの事故について「コリューシュがトラックの下敷きになって死んだなんて、そんなことあると思うのか」と歌っている。
- 歌手のカルロスは『コルッチ』（1997年）という曲を発表した。
- 歌手のソプラノは『ヒロ』（2010年）という曲でコリューシュへのオマージュを捧げ、「できるなら時間を戻して、彼のバイクのタイヤをパンクさせたい」と歌っている。
- グループ「レ・ファタル・ピカール」は『あるスケの物語』という曲で「少なくとも歌の中では、コリューシュの手を取ったのはお前だと思いたいんだろ」と歌っている。
- ベリュリエ・ノワールは『腹が減った』という曲で「「心のレストラン」にも挨拶しとかないとな。女子修道院よりずっとマシだ」と歌っている。
- ラ・フイーヌは『最下層からの出発』（2011年）という曲で「心のレストラン」に言及し、「ママ、コリューシュのところへ行く時には、買い物袋を隠して」と歌っている。
- ジョルディは『卒業生』という曲で「僕はジョン（・レノン）、コリューシュ、ゲンズブールのところへ行きたい。でも僕は天使とかそういう類のものは信じちゃいない」と歌っている。
- ムッシューRは『何だと、黙れ』という曲で「コリューシュのバカさ加減と同じくらい知られてる」と歌っている。
- ドン・ショアは『コンクリートのジャングル』という曲で「心のレストラン」に言及し、「レストランでおごってくれるのはコリューシュだけだ」と歌っている。
- ブラックMは『突進だ』の中で「お前を泣かせたり笑わせたりするぜ、コリューシュみたいにな」と歌っている。

### 花

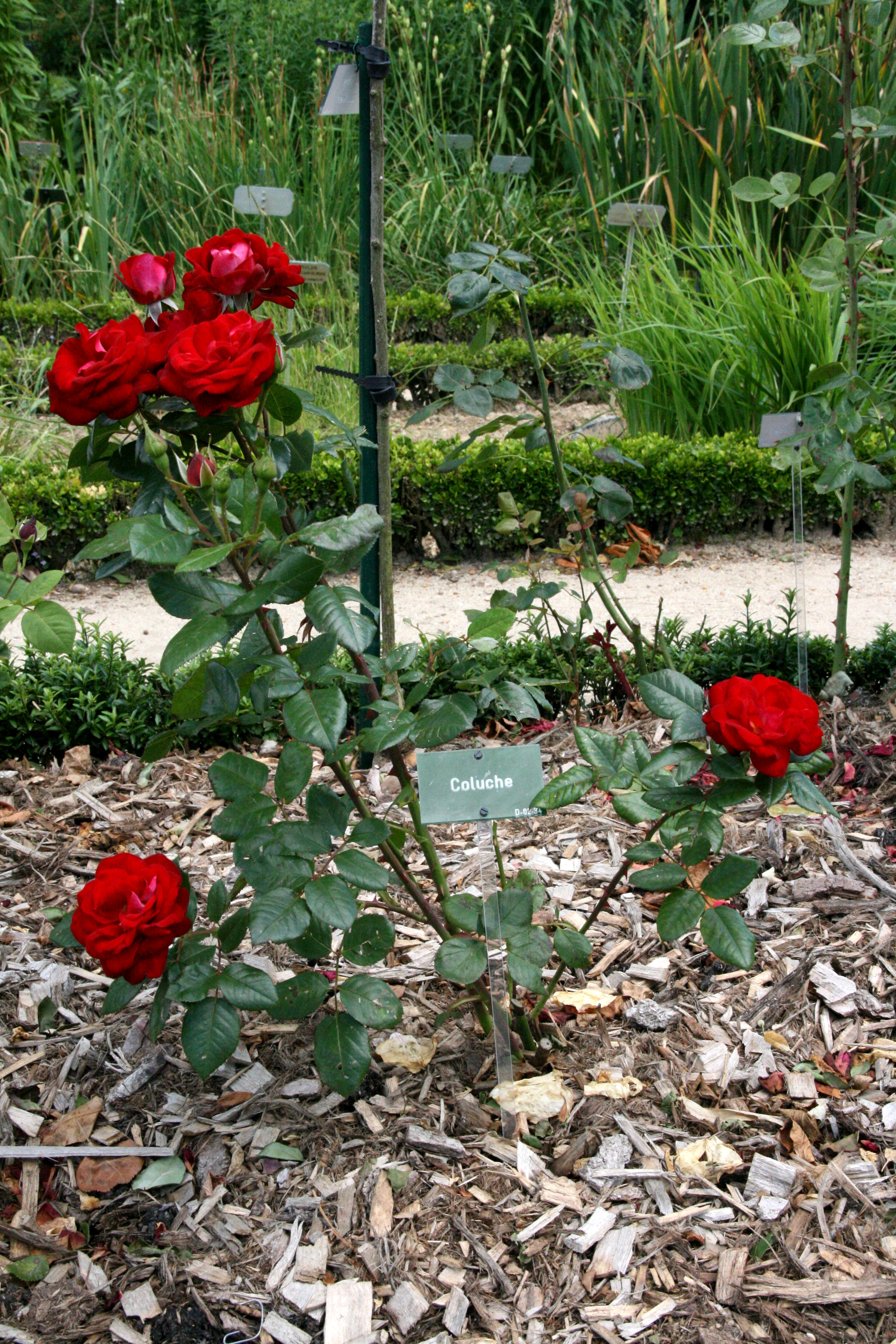
バラの園芸品種「コリューシュ」

バラの園芸品種「コリューシュ」がメイアン社によって2003年に彼のオマージュのために名付けられた。赤色のフロリバンダである。例えばレンヌのタボル公園に植えられているのを見ることができる。

### その他
- 小惑星番号170906は、コリューシュと名付けられている。

### モニュメント
- ガール県ル・ヴィガン市中心部の公園に、コリューシュの立像がある[47]。
- アルプ＝マリティム県オピオの交通事故現場の近くに、記念碑が建てられた[17][48]。
- パリ郊外モンルージュ市のレピュブリック広場に、彫刻家ギョーム・ヴェルル製作のコリューシュ像（つなぎだけで象徴的に表現）が設置され、2011年6月11日に除幕式が行われた。

### 名前を持つ施設
- アンドル＝エ＝ロワール県のルノー城にある「ミシェル・コルッチ飛行場」
- ウール県ヴァル＝ド＝ルイユにある「コリューシュ学校」（幼稚園と小学校の複合体）
- アティス＝モンスにある「エスパス・コリューシュ」（エスパスは市民の集会所（一つの集会室ではなく建物全体）のような「スペース」を指す）
- ジャンリスにある「エスパス・コリューシュ」
- モンルージュにある「エスパス・コルッチ」（映画館及び劇場）
- メッスにある「ミシェル・コルッチ幼稚園・小学校」
- コンパン（ス）にある「サル・コリューシュ」（サルはホール、教室、集会室、映画館などを指す）
- ノール県オンショートにある「サル・コリューシュ」
- ローン＝プラージュにある「サル・コリューシュ」
- ラン＝デュ＝フィリエにある「サル・コリューシュ」
- リスル・ダボーにある「ミシェル・コルッチ社会センター」
- イストルにある「ル・コリューシュ映画館」
- テリトワール・ド・ベルフォール県ルージュモン・デュ・シャトーにある「ミシェル・コルッチ中学校」。校名は市長の反対にもかかわらず生徒たちによって選ばれた。2006年11月7日にコリューシュの未亡人の出席で開校式が行われた。
- ラジオEurope 1にある「スタジオ・コリューシュ」
- イヴリーヌ県プレジールにある「エスパス・コリューシュ劇場」
- ロマン＝シュル＝イゼールにある「コリューシュ地域会館」
- アラスにある「ミシェル・コルッチ会館」
- ロンジュモーにある「ミシェル・コルッチ会館」
- モンペリエにある「ミシェル・コルッチ全人会館」
- キャリエール＝スー＝ポワシーにある「ミシェル・コルッチ複合サービス施設」
- セーヌ＝エ＝マルヌ県ショコナン＝ヌフモンティエにある「サル・ミシェル・コルッチ」
- パ＝ド＝カレー県ディヴィオンにある「サル・ミシェル・コルッチ」

### 道路、広場など

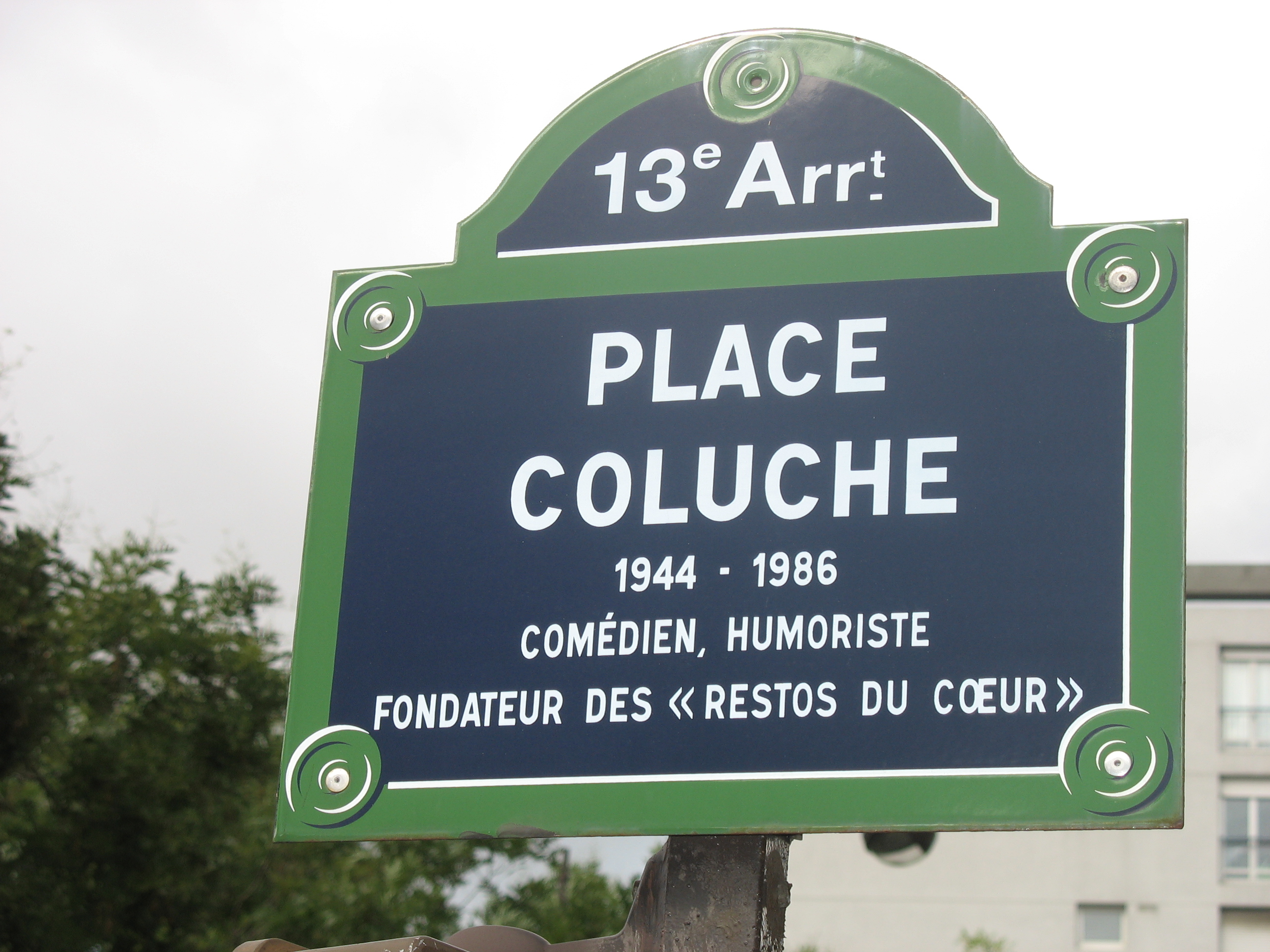
パリの「コリューシュ広場」の標識

2002年11月5日、パリ13区と14区の境界にあるアレジア通りとトルビヤック通りに面する交差点が「コリューシュ広場」と命名された。しかし実際に命名式が行われたのは2006年で、この時初めて「コリューシュ広場」の道路標識が設置された。式典にはベルトラン・ドラノエ市長のほか、13区と14区の区長も出席した。未亡人と二人の息子、またジョルジュ・ムスタキやルノー・セシャン始めとする親交のあった歌手や俳優が出席した。
その他、コリューシュの名を持つ道路や広場などはフランス全国にある。

## フィルモグラフィー

### 監督
- 1977年 : アルザスとロレーヌはもうないだろう fr:Vous n'aurez pas l'Alsace et la Lorraine

### 俳優
| 公開年 | 邦題                 | 原題                                             | 原題の直訳                         | 監督                                                                   | 役名                                             | 注釈                                 |
| ------ | -------------------- | ------------------------------------------------ | ---------------------------------- | ---------------------------------------------------------------------- | ------------------------------------------------ | ------------------------------------ |
| 1970年 | -                    | fr:Le Pistonné                                   | コネのあるやつ                     | クロード・ベリ fr:Claude Berri                                         | マルカン Marquand                                |                                      |
| 1970年 | -                    | Peau d'Âne                                       | ロバの皮                           | ジャック・デミ fr:Jacques Demy                                         | 侮辱的な田舎者（ノンクレジット）                 |                                      |
| 1971年 | -                    | fr:Laisse aller, c'est une valse                 | そこを通せ、これがワルツだ         | ジョルジュ・ロトネル fr:Georges Lautner                                | カフェの主人                                     |                                      |
| 1971年 | -                    | fr:Madame, êtes-vous libre ?                     | 奥様、ちょっとよろしいですか       | ジャン＝ポール・ル・シャノワ fr:Jean-Paul Le Chanois                   | ジョルジュ Georges                               | テレビ映画、全13回                   |
| 1973年 | -                    | fr:Elle court, elle court la banlieue            | 彼女は走る、郊外を                 | ジェラール・ピレ fr:Gérard Pirès                                       | ブブル Bouboule                                  |                                      |
| 1973年 | 西暦01年             | fr:L'An 01                                       | -                                  | ジャック・ドワイヨン fr:Jacques Doillon                                | オフィスのボス                                   |                                      |
| 1973年 | -                    | fr:Themroc                                       | テムロック                         | クロード・ファラルド fr:Claude Faraldo                                 | 隣の若い住人、労働者、警官                       |                                      |
| 1973年 | -                    | fr:Le Grand Bazar                                | グラン・バザール                   | クロード・ジディ fr:Claude Zidi                                        | アパートの客                                     |                                      |
| 1973年 | -                    | La ligne de démarcation                          | 境界線                             | ジャック・エルトー fr:Jacques Ertaud                                   | 脱獄犯ナンバー1                                  | テレビ映画                           |
| 1975年 | -                    | Salavin                                          | サラヴァン                         | アンドレ・ミシェル fr:André Michel                                     | タスタール Tastard                               | テレビ映画                           |
| 1975年 | -                    | fr:La Cloche tibétaine                           | チベットの鐘                       | セルジュ・フリードマン fr:Serge Frydman ミシェル・ウィン fr:Michel Wyn | セシヨン Cécillon                                | テレビ映画                           |
| 1976年 | -                    | fr:L'ordinateur des pompes funèbres              | 葬儀屋のコンピュータ               | ジェラール・ピレ fr:Gérard Pirès                                       | -                                                | カメオ出演                           |
| 1976年 | -                    | fr:Les Vécés étaient fermés de l'intérieur       | トイレは内側から閉まっていた       | パトリス・ルコント fr:Patrice Leconte                                  | シャルボニエ警部 l'inspecteur Charbonnier        |                                      |
| 1976年 | -                    | fr:L'Aile ou la Cuisse                           | 手羽先かモモ肉か                   | クロード・ジディ fr:Claude Zidi                                        | ジェラール・デュシュマン Gérard Duchemin         |                                      |
| 1977年 | -                    | fr:Drôles de zèbres                              | 愉快なシマウマ                     | ギイ・リュクス fr:Guy Lux                                              | 料理長                                           |                                      |
| 1977年 | -                    | fr:Vous n'aurez pas l'Alsace et la Lorraine      | アルザスとロレーヌはもうないだろう | コリューシュ、マルク・モネ fr:Marc Monnet                              | 王グロ・ピフ1世 le roi Gros Pif                  |                                      |
| 1980年 | -                    | fr:Inspecteur la Bavure                          | 失態警部                           | クロード・ジディ fr:Claude Zidi                                        | ミシェル・クレマン Michel Clément                |                                      |
| 1980年 | -                    | Reporters                                        | リポーター                         | レイモン・ドパルドン fr:Raymond Depardon                               | コリューシュ自身                                 |                                      |
| 1981年 | -                    | Signé Furax                                      | 大激怒                             | マルク・シメノン fr:Marc Simenon                                       | 二重エージェント098/099                          |                                      |
| 1981年 | -                    | fr:Le Maître d'école                             | 学校の先生                         | クロード・ベリ fr:Claude Berri                                         | ジェラール・バルビエ Gérard Barbier              |                                      |
| 1982年 | -                    | fr:Elle voit des nains partout !                 | 彼女は小人をそこら中に見る         | ジャン＝クロード・シュスフェル fr:Jean-Claude Sussfeld                 | （端役）                                         |                                      |
| 1982年 | -                    | fr:Deux heures moins le quart avant Jésus-Christ | 紀元前2時間15分前                  | ジャン・ヤンネ fr:Jean Yanne                                           | ベン・ハー・マルセル Ben-Hur Marcel /Aminemephet |                                      |
| 1983年 | -                    | Banzaï                                           | バンザイ                           | クロード・ジディ fr:Claude Zidi                                        | ミシェル・ベルナルダン Michel Bernardin          |                                      |
| 1983年 | -                    | fr:La Femme de mon pote                          | 友達の女                           | ベルトラン・ブリエ fr:Bertrand Blier                                   | ミッキー Micky                                   |                                      |
| 1983年 | -                    | fr:Tchao Pantin                                  | チャオ・パンタン                   | クロード・ベリ fr:Claude Berri                                         | ランベール Lambert                               | 1984年セザール賞主演男優賞受賞       |
| 1983年 | -                    | Soleil, Soleil                                   | 太陽、太陽                         | ジャン＝バティスト・モンディーノ fr:Jean-Baptiste Mondino              | テレビ視聴者                                     | 歌手アハメド・ファクルンの音楽ビデオ |
| 1984年 | 善良なる王ダゴベール | Le Bon Roi Dagobert                              | -                                  | ディーノ・リージ fr:Dino Risi                                          | ダゴベール1世 Dagobert 1er                       |                                      |
| 1984年 | -                    | fr:La Vengeance du serpent à plumes              | スモモの蛇の復讐                   | ジェラール・ウーリー fr:Gérard Oury                                    | ルル・デュパン Loulou Dupin                      |                                      |
| 1984年 | -                    | fr:Les Rois du gag                               | ギャグの王たち                     | クロード・ジディ fr:Claude Zidi                                        | ジョルジュ Georges                               |                                      |
| 1985年 | -                    | fr:Sac de nœuds                                  | 結び目の袋（こじれた問題）         | ジョジアヌ・バラスコ fr:Josiane Balasko                                | コヨット Coyotte                                 |                                      |
| 1985年 | 戦争の狂人           | fr:Le Fou de guerre                              | -                                  | ディーノ・リージ fr:Dino Risi                                          | オスカル・ピッリ Oscar Pilli                     |                                      |
| 1986年 | -                    | :fr:Les restaurants du cœur                      | 心のレストラン                     | -                                                                      | コリューシュ自身                                 | 音楽ビデオ                           |

### テレビ番組
- 1974年 ある野郎の物語 C’est l’histoire d’un mec
- 1975年 ル・シュミルブリック fr:Le Schmilblick (sketch)
- 1985年 コリューシュ・アンフォ fr:Coluche 1 faux

### ラジオ番組
- 1981年 ユーモアは工事中でも続く l'humour continue pendant les travaux

### CD, DVD
- 1991年 「ユーモアは工事中でも続く l'humour continue pendant les travaux」選集（CD 1枚）
- 1996年 コリューシュ全集 Coluche intégral （CD 7枚組）ラジオ番組での音声コント集
- 2002年 コリューシュ・スケッチ選集 （DVD 3枚組） Coluche : Ses plus grands sketches, Tf1 Vidéo
- 2002年 テレビ番組「真実のゲーム Le Jeu de la vérité」選集 （DVD 1枚）コリューシュが出演した2回を含む[n 12]  Tf1 Vidéo
- 2011年 「戦争万歳 Vive la guerre」（DVD 3枚組）「コリューシュ・アンフォ」選集を含む Canal+